# Энклар, Берт
Берт Энклар (нидерл. Bert Enklaar; 1 декабря 1943, Амстердам, Нидерланды — 3 октября 1996) — нидерландский шахматист, международный мастер (1973).
Многократный участник различных соревнований в составе национальной сборной по шахматам:
- 12-й командный чемпионатах мира среди студентов (1965) в г. Синая.
- 2 олимпиады (1972—1974).
- 20-й Кубок Клары Бенедикт (1973) в г. Гштаде.
- 2 командных чемпионата Европы (1973—1977, предварительные этапы).
- 1-я телешахолимпиада (1977/1978). Команда Нидерландов дошла до полуфинала, где уступила победителю соревнования — сборной СССР.

В составе сборной Амстердама участник 2-х международных турниров в Маспаломас-Коста-Канария (1973—1974) на Канарских островах. В 1973 году команда заняла 1-е место.

## Изменения рейтинга
| Графики недоступны из-за технических проблем. См. информацию на Фабрикаторе и на mediawiki.org. |